# 夢幻湖
25°10′01″N 121°33′36″E / 25.16694°N 121.56000°E

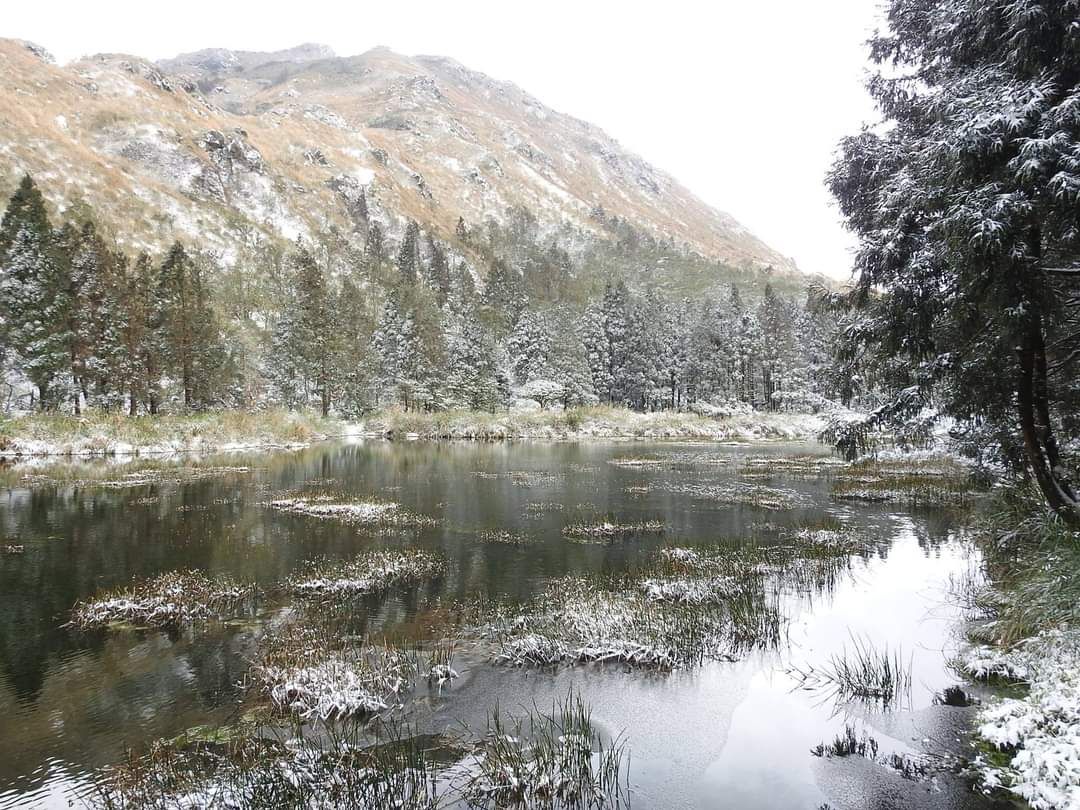
在2016年東亞寒流期間降雪的夢幻湖

夢幻湖是位於臺灣臺北市北投區的一個天然湖泊，海拔標高870公尺，面積0.3公頃，深度不及1公尺，主要的水源為雨水。
遊客可由陽金公路旁之夢幻湖停車場往上方步道而行，至夢幻湖觀景臺後下坡即抵達，或由童軍苗圃營地登山口進入七星公園，沿公園旁步道即可抵達。目前屬陽明山國家公園管理處所管轄，土地使用分區屬生態保護區。

## 生態

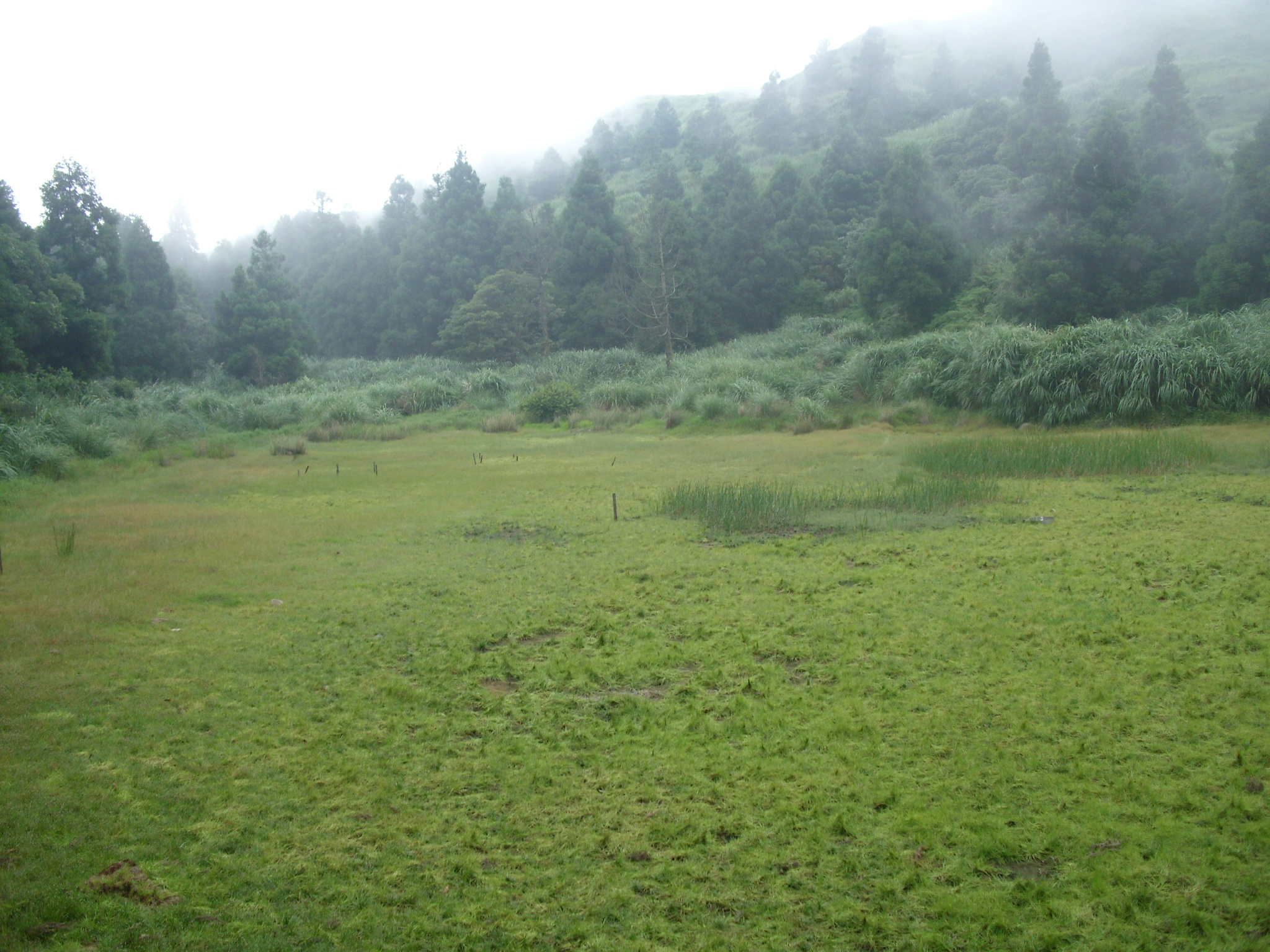
枯水期露出的整片黃綠色台灣水韭

讓它聲名大噪的是來自於它的稀有水生蕨類：台灣水韭。台灣水韭為台灣的特有種，並且只生存在夢幻湖當中，是極為稀有、瀕臨絕種的保育類植物，是張惠珠與徐國士於1971年首度在此地所發現，而在湖中及湖邊也可常發現水毛花、針藺、荸薺、燈心草、小莕菜等水生植物。而同為台灣特有種的面天樹蛙也常會造訪此地。而擅長於耐旱，總可以在泥沼地區發現到的肉食性魚類：七星鱧，也是少數能在此處生活的魚類之一。

## 地質環境

### 地名由來

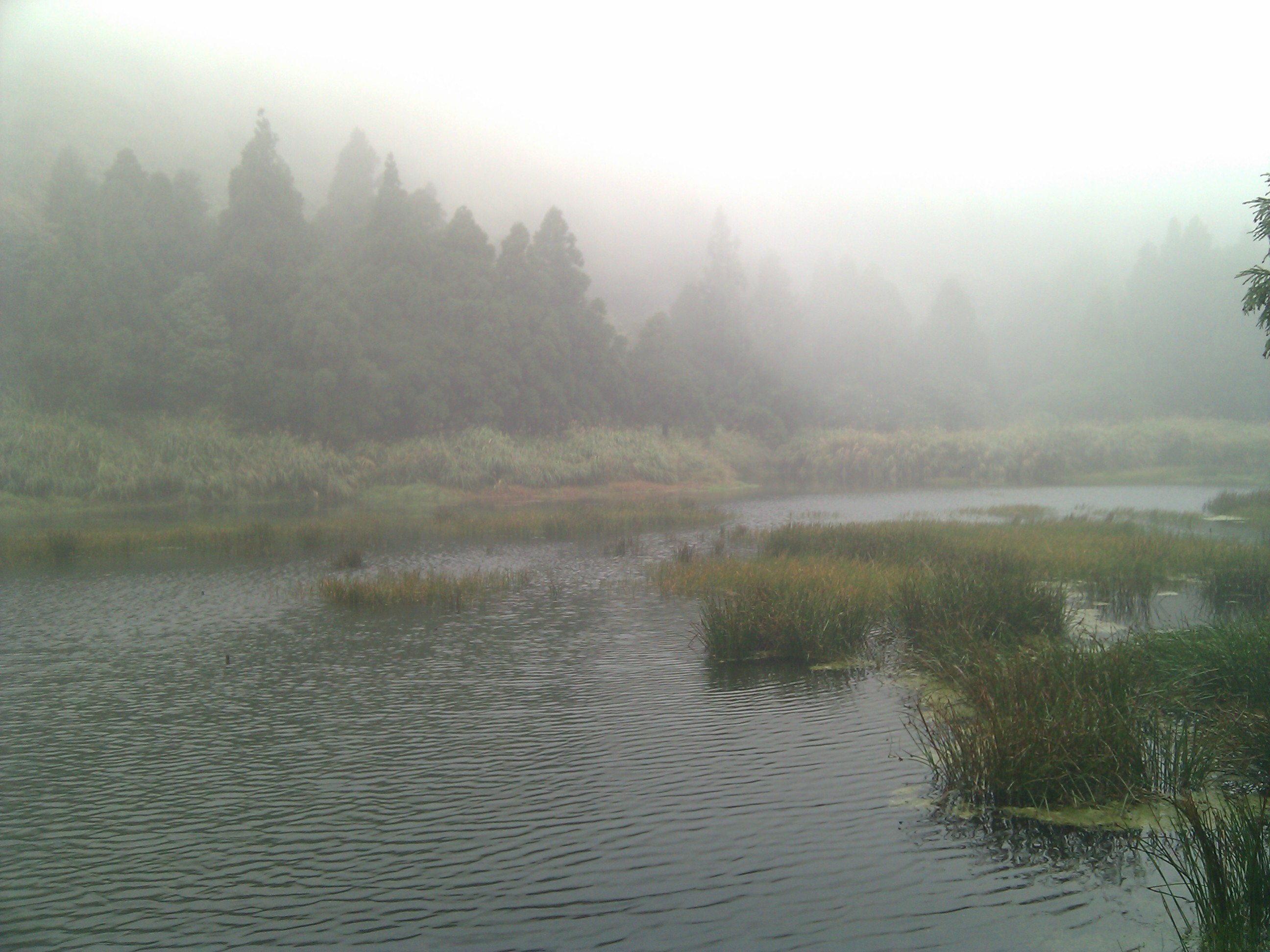
雲霧裊繞下的夢幻湖

位於七星山山腰下方，受地形阻隔的關係，冬季時在東北季風的吹拂下，不時雲霧裊繞，因此而得名。

### 形成
夢幻湖的形成年代約為距今6200年前，而湖中的台灣水韭也在夢幻湖形成之初就已經出現。根據專家的調查發現，夢幻湖應該不是火山堰塞湖或火山口湖，而是邊坡發生崩塌作用所導致的堰塞湖。在現今夢幻湖南端的上邊坡，曾經發生土石崩塌，崩落的土石堵塞了狹窄的山谷，圍堵形成了窪地，並逐漸蓄水成湖，夢幻湖面因此產生。

### 轉變

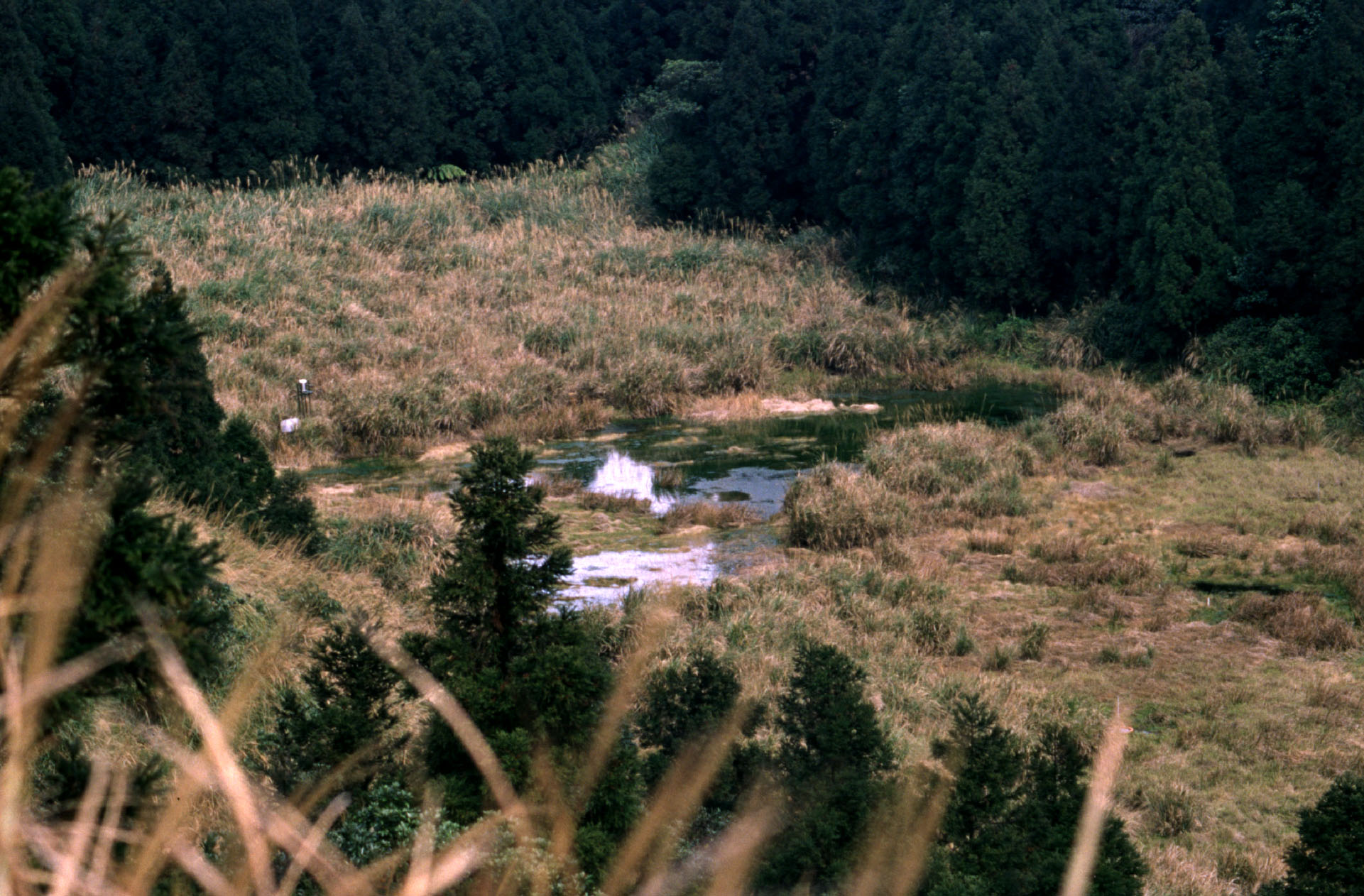
夢幻湖平時水位湖面很低

現在的夢幻湖正處於湖泊演化階段後期的沼澤、泥炭沉積時期。如果將來一直維持夢幻湖形成至今的平均淤積速率（約一公釐／年），那麼沉積底泥高過圍繞湖區的土堤最低處（湖區南方，約有1.5公尺）的時間，約在1500年後。換言之，夢幻湖的壽命大約還有1500年。而後受到火山作用產物——硫氣的影響，夢幻湖湖水的pH值是台灣地區所有湖泊、水庫中最低的，最低曾達到4.5的記錄；而湖底堆積富含有機質的黑色泥炭，其pH值也達3.8。夢幻湖是一處相當酸性的湖泊，而每每夏季時也常出現乾涸的狀態，只有在冬天時，湖面的水位才會看起來比平時高出許多。